# Дискін Юхим Анатолійович
Юхим Анатолійович Дискін (Хаїм Нафтульович) (10.01.1923, с. Короткіє Почепського повіту Гомельської губернії -+ 14.10.2012, Санкт-Петербург) - Герой Радянського Союзу (1942), генерал-майор медичної служби (1981), доктор медичних наук (1961) професор, заслужений діяч науки РРФСР, начальник кафедри нормальної анатомії Військово-медичної академії (1967-1988).

## Біографія
Народився у єврейській сім'ї службовців. Закінчив середню школу № 3 в Брянську, поступив у Московський інститут філософії, літератури, історії. В серпні 1941 р. Сокольницьким райвійськкоматом міста Москви призваний у ряди Червоної Армії і з осені 1941-го брав участь у боях Великої Вітчизняної війни.

## Подвиг на війні
Червоноармієць Юхим Дискін, правий навідник 37-мм гармати 3-ї батареї 694-го винищувально-протитанкового артилерійського полку (16-а армія, Західний фронт) відзначився у боях під Москвою, у районі Скірмановських висот біля села Горки Рузского району Московської області.
17 листопада 1941 р. в бою на Волоколамськім напрямку обслуга його гармати (командир Семен Плохіх, лівий навідник - червоноармієць Іван Гусєв, піднощик снарядів - Поланіцин, полковий комісар старший політрук Ф. Х. Бочаров) підбила і спалила 4 танки противника. Ю. Дискін був декілька разів поранений, але продовжував вести вогонь, і всього з його участю було знищено 7 танків.
Указом Президії Верховної Ради СРСР від 12 квітня 1942 р. за зразкове виконання бойових завдань командування на фронті боротьби з німецько-фашистськими загарбниками і проявлені мужність і героїзм червоноармійцю Дискіну Юхиму Анатолійовичу присвоєно звання Героя Радянського Союзу з врученням ордена Леніна і медалі "Золота Зірка" (№ 989).

## Післяармійська діяльність
До 1944 р. лікувався у різних госпіталях, за цей час склав екзамени за трирічний курс медичного училища, а потім закінчив Військово-медичну академію ім. С. М. Кірова (1947), ординатуру при ній (1954), захистив кандидатську (1951), докторську (1961) дисертації. У 1967 р. Ю. А. Дискіну присвоєно військове звання "полковник медичної служби". Впродовж 1967-1988 рр. очолював кафедру нормальної анатомії Військово-медичної академії ім. С. М. Кірова. У 1988 р. вийшов у відставку і продовжував працювати професором-консультантом цього закладу. Ленінградська кіностудія випустила фільм "Солдат", присвячений колишньому артилеристу. Похований на Богословському кладовищі в Санкт-Петербурзі.

## Наукова діяльність
Ю.А. Дискін досліджував морфологію вогнепальної рани, вплив на організм екстремальних факторів (гравітаційні перевантаження, імпульсні прискорення, гіпербарична оксігенація), проблеми колатерального кровообігу, медичної кранілогії.

## Вибрані праці
- Дыскин Е. А. Солдатский долг. Interlibrary. Проверено 27 апреля 2012. Архивировано из первоисточника 16 мая 2012.
- Андреев В. В., Дыскин Е. А., Бабаханян Р. В. и соавт. Судебная медицина Санкт-Петербурга (история и организация) / Под ред. В. Д. Исакова и Е. А. Дыскина. — СПб., 1999. — 96 с.
- Дыскин Е. А. Анатомо-физиологические особенности илеоцекального отдела кишечника и их клиническое значение. — Л.: Медицина, 1965. — 180 с. — 2200 экз.
- Дыскин Е. А. Главнейшие направления в эволюции морфологических преобразований организма в процессе антропогенеза : Лекция для слушателей фак. подгот. врачей / Воен.-мед. акад. им. С. М. Кирова. — Л., 1989. — 32 с.
- Дыскин Е. А. Морфологическая и функциональная характеристики илеоцекального отдела кишечника и их клиническое значение : автореф. дис. … д-ра мед. наук. — Л., 1961. — 28 с.
- Дыскин Е. А. Общие принципы уровней организации строения тела человека : Лекция для слушателей фак. подготовки врачей. — Л., 1981. — 26 с.
- Дыскин Е. А. Приоритет Н. И. Пирогова в создании гипсовой повязки // Пирогов Н. И. Налепная алебастровая повязка в лечении простых и сложных переломов и для транспорта раненых на поле сражения. — М.: Медгиз, 1952. — С. 7-30.
- Дыскин Е. А. Различия в иннервации диафрагмы : Реф. дис. … канд. мед. наук.. — Л., 1951. — 12 с.
- Дыскин Е. А. Сергей Петрович Фёдоров : Пособие для слушателей. Матер. к истории отеч. хирургии / Под ред. А. Н. Максименкова. — Л., 1956. — 34 с.
- Попов В. Л., Дыскин Е. А. И. В. Буяльский и его роль в развитии отечественной анатомии и судебной медицины. — Л., 1990. — 60 с.
- Дыскин Е. А., Александров Л. Н. Особенности воздействия на организм газодинамического давления. — Л., 1963.
- Дыскин Е. А., Конкин И. Ф. Проводящие пути центральной нервной системы : Учеб. пособие. — Л., 1977. — 63 с.
- Дыскин Е. А., Лев И. Д. Функциональная анатомия органов чувств : Учеб. пособие / Воен.-мед. акад. им. С. М. Кирова. — Л., 1987. — 154 с.
- Дыскин Е. А., Шабунин А. В. Алексей Николаевич Максименков (1906-1968). — СПб., 1995. — 92 с.

## Нагороди
- Медаль «Золота Зірка» (№ 989) Героя Радянського Союзу (1942).
- Орден Леніна (1942).
- Орден Вітчизняної  війни 1-го степеня.
- Орден Червоної Зірки.
- Орден «За службу Родине в Вооружённых Силах СССР» 3-го степеня.
- Памятные наручные часы от Президента РФ — в честь 60-летия Победы в Великой Отечественной войне (6 мая 2005)
- Приз «Большая Медведица» в номинации «Фронтовая доблесть» (2008) — за мужество и отвагу, проявленные на фронтах Великой Отечественной войны 1941—1945 годов[5]

## Незвичайні факти
Ю. А. Дискін встановив своєрідний рекорд Великої Вітчизняної війни - в одному бою він підбив 7 німецьких танків.
Після бою Ю. А. Дискіна вважали загиблим і звання Героя Радянського Союзу присвоєно "посмертно".